# Gülitz-Reetz
Gülitz-Reetz is een gemeente in de Duitse deelstaat Brandenburg, en maakt deel uit van de Landkreis Prignitz.
Gülitz-Reetz telt 454 inwoners.
Bad Wilsnack ·
Berge ·
Breese ·
Cumlosen ·
Gerdshagen ·
Groß Pankow (Prignitz) ·
Gülitz-Reetz ·
Gumtow ·
Halenbeck-Rohlsdorf ·
Karstädt ·
Kümmernitztal ·
Lanz ·
Legde/Quitzöbel ·
Lenzen (Elbe) ·
Lenzerwische ·
Marienfließ ·
Meyenburg ·
Perleberg ·
Pirow ·
Plattenburg ·
Pritzwalk ·
Putlitz ·
Rühstädt ·
Triglitz ·
Weisen ·
Wittenberge